# Effetto Kirkendall
L'effetto Kirkendall  è un fenomeno chimico-fisico che consiste nello spostamento dell'interfaccia fra due metalli a causa della differente velocità di diffusione degli atomi nei metalli coinvolti. 
L'effetto era già stato osservato nel 1896 da Roberts-Austen nel caso dell'oro accoppiato con altri metalli. Egli dimostrò sperimentalmente il movimento dell'interfaccia tra i due materiali attraverso il posizionamento di marker insolubili all'interfaccia fra l'oro puro e le leghe contenenti lo stesso metallo e portando tale sistema a temperature molto elevate in modo da accelerare il processo di diffusione atomica. 
Questo fenomeno prende il nome da Ernest Kirkendall (1914–2005), assistente di ingegneria chimica alla Wayne State University dal 1941 al 1946. A lui si deve la scrittura di un articolo scientifico del 1947 in cui descriveva questo effetto.
L'effetto Kirkendall ha importanti conseguenze pratiche; una di queste è la prevenzione o l'eliminazione di vuoti in corrispondenza dell'interfaccia fra lega e metallo puro.

## Storia
L'effetto Kirkendall fu scoperto da Ernest Kirkendall e Alice Smigelskas nel 1942, durante ricerche sulla diffusione nell'ottone. Durante le ricerche si fece un confronto fra la diffusione dello zinco e quella rame e si notò che il primo diffonde molto più velocemente nel sistema ottone-alfa. Fino ad allora, i meccanismi di diffusione sostituzionali ipotizzati erano per scambio diretto e ad anello, che sono idealmente quelli che comunemente dominano il movimento atomico per diffusione. L'esperimento di Kirkendall dimostrò l'evidente meccanismo di diffusione per scambio di vacanze.

### Esperimento di Kirkendall
Una barra di ottone (70% Cu, 30% Zn) viene usata come blocco base, con fili di molibdeno tesi lungo la lunghezza di questo barra, poi questa barra con i fili appoggiati ad essa venne rivestita di uno strato di Rame puro. Il molibdeno venne scelto come marker per il fatto che risulta insolubile nell'ottone. La diffusione avvenne a 785 °C per 56 giorni e fu verificata attraverso sezioni trasversali prese sei volte durante lo svolgimento dell'esperimento. 
Si può quindi osservare uno spostamento dei fili-marker, i quali si avvicinano tra loro durante la diffusione dello zinco all'esterno del blocco di ottone e verso lo strato di rame. Si può in questo modo notare la differente altezza del livello dell'interfaccia. I cambiamenti di composizione furono studiati attraverso diffrazione ai raggi x.

## Meccanismi di diffusione
I primi modelli di diffusione spiegavano il movimento degli atomi nel reticolo di soluzioni solide sostituzionali mediante meccanismi di scambio diretto, per cui gli atomi all'interfaccia scambierebbero le proprie posizioni con atomi dei siti reticolari adiacenti. Pertanto i flussi atomici di due differenti elementi attraverso l'interfaccia dovrebbero essere uguali, dato che, per ogni atomo del primo elemento che attraversi il piano, un altro atomo del secondo materiale dovrebbe muoversi nella direzione opposta.
Un altro meccanismo possibile coinvolge vacanze: un atomo può andare ad occupare una vacanza provocando di fatto uno scambio di posizioni reticolari fra l'atomo e la vacanza stessa. Se la diffusione avviene su larga scala, si manifesta da una parte un flusso netto di atomi e dall'altra un conseguente flusso di vacanze nella direzione opposta.

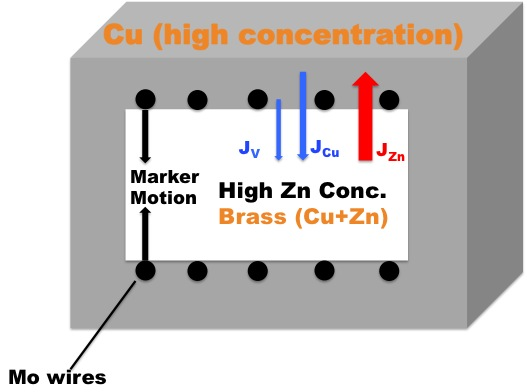
Dimostrazione dei flussi atomici e della diffusione di vacanze in un blocco di ottone.

L'effetto Kirkendall avviene quando due diversi materiali sono posti uno in contatto con l'altro, in modo tale da consentire la diffusione fra gli elementi che li compongono. Ma, in generale, i coefficienti di diffusione di due diversi materiali non sono uguali e ciò è possibile solo se la diffusione avviene con il meccanismo di vacanze; con uno scambio diretto infatti i diversi elementi attraverserebbero l'interfaccia insieme, cosicché la velocità di diffusione sarebbe identica, contrastando l'evidenza sperimentale. Dalla prima legge di Fick sulla diffusione, il flusso di atomi è proporzionale al coefficiente di diffusione; si osserva quindi un flusso netto di atomi dal materiale a coefficiente di diffusione maggiore verso quello con coefficiente di diffusione minore. Per bilanciare tale flusso, le vacanze, al contrario, diffondono dal materiale a più basso coefficiente di diffusione verso il materiale con coefficiente di diffusione più alto.
L'effetto si manifesta attraverso il movimento dei marker (dei piani) in un sistema di diffusione doppio (senza contare quello delle vacanze). Infatti c'è un flusso netto di massa accompagnato da un flusso di vacanze nella direzione opposta al primo.

## Porosità di Kirkendall
Un'interfaccia con due materiali aventi coefficienti di diffusività D differenti determina una migrazione dell'interfaccia per flusso diverso dei due atomi verso l'interfaccia stessa. Le migrazioni differenziali portano alla formazione di vacanze aggiuntive (iniezione di vacanze) come spiegato precedentemente. Quando queste vacanze si accumulano possono determinare piccole porosità che crescendo e coalescendo comportano drastiche alterazioni delle proprietà meccaniche.
I pori nei metalli influiscono su proprietà meccaniche, termiche, e elettriche; quindi spesso si rende necessario il loro controllo durante la formazione. L'equazione
dove {\displaystyle X^{K}} è la distanza percorsa dal marker, {\displaystyle a} è un coefficiente determinato da diffusività intrinseche dei materiali, e {\displaystyle \Delta C^{\circ }} è il gradiente di concentrazioni fra i componenti, è un modello teorico utile per ragionare sulla porosità di Kirkendall. 
Il controllo della temperatura di ricottura è un altro modo per ridurre o eliminare la porosità. Tale porosità tipicamente si verifica ad un intervallo di temperature per un dato sistema, perciò la ricottura può essere eseguita a basse temperature per tempi più lunghi in modo da evitare la formazione dei vuoti.

## Applicazione nella nanotecnologia
Nel 2004, Yin dimostra l'utilità di questo effetto alla nanoscala attraverso il design di nanomateriali cavi all'interno. Materiali che possono essere impiegati nelle batterie, nei sensori, nella catalisi e nelle biotecnologie.
Una nanoparticella di cobalto con strato esterno di seleniuro, ad esempio, porta alla diffusione del Co verso l'esterno, mentre le vacanze seguono il flusso opposto e determinano una lenta e progressiva formazione di cavità nella nanoparticella. Ad un certo istante i nanovuoti coalescono ma rimangono porzioni di Co disposti a ponte per permettere la diffusione dal centro del materiale al rivestimento ed il processo continua rapidamente.
La forma di queste nanoparticelle è interessante, ma è anche difficile mantenere la sfericità di queste e spesso si ottengono vuoti non centrati per mantenerle rotonde. 
Per metalli come Rame, Ferro e Nichel i coefficienti di diffusione del metallo nel loro ossido sono molto maggiori rispetto a quello di diffusione dell'ossigeno e questo comporta la creazione facile di vuoti che coalescono, utilizzati ad esempio nei nanotubi cavi.

## Curiosità
Nel 1946 il lavoro di Kirkendall viene rifiutato da Robert Franklin Mehl, direttore del Metals Research Laboratory al Carnegie Institute of Technology. Mehl rifiutò di accettare i risultati di Kirkendall di questo nuovo meccanismo di diffusione, e venne esclusa per sei mesi tale pubblicazione, solamente dopo una conferenza e numerose altre conferme da parte di ricercatori e scienziati fu accettato e pubblicato il lavoro di Kirkendall.